# Pine Level (Alabama)
Pine Level – jednostka osadnicza w Stanach Zjednoczonych, w stanie Alabama, w hrabstwie Autauga. Według danych na rok 2020 miejscowość zamieszkiwało 4885 osób, a gęstość zaludnienia wyniosła 74,77 os./km².

## Geografia
Pine Level ma łączną powierzchnię 65,33 km², w tym 65,2 km² stanowi ląd, a 0,13 km² stanowią wody. Miejscowość leży w pobliżu takich miast jak: Montgomery oraz Birmingham. Przez Pine Level przebiega droga U.S. Highway 31.

### Klimat
Średnia temperatura wynosi 17 °C. Najcieplejszym miesiącem jest czerwiec (25 °C), a najzimniejszym miesiącem jest styczeń (7 °C). Średnie opady wynoszą 1716 milimetrów rocznie. Najbardziej wilgotnym miesiącem jest luty (267 milimetrów opadów), a najbardziej suchym miesiącem jest październik (53 milimetry opadów).

## Demografia
Według danych na rok 2020 Pine Level liczyło 1830 gospodarstw domowych, w których mieszkało 1464 rodzin. Średni wiek wszystkich mieszkańców wynosi 38 lat, natomiast 12,1% wszystkich mieszkańców stanowią osoby powyżej 65 roku życia.